# James Freeman Clarke
James Freeman Clarke, né le 4 avril 1810 à Hanover et mort le 8 juin 1888 à Jamaica Plain, Boston, est un ministre américain, théologien et auteur.

## Biographie
Né à Hanover, dans le New Hampshire, le 4 avril 1810, James Freeman Clarke est le fils de Samuel Clarke et de Rebecca Parker Hull. Il est toutefois élevé par son grand-père, James Freeman, ministre de la King's Chapel à Boston, dans le Massachusetts. Il fréquente la Boston Latin School puis est diplômé du Harvard College en 1829, et de la Harvard Divinity School en 1833.
Ordonné dans l'Église unitarienne, il commence son ministère à Louisville, dans le Kentucky, alors un État esclavagiste. Il s'engage rapidement dans le mouvement national pour l’abolition de l’esclavage. Sa théologie, peu conventionnelle pour cette ville conservatrice, suscite des réactions : plusieurs femmes quittent son premier sermon. Il écrit alors à son amie Margaret Fuller : « Je suis un faucon aux ailes brisées, tentant de voler vers le soleil, mais battant de l’aile dans la poussière ».
En 1840, il retourne à Boston où, avec des amis, il fonde en 1841 la Church of the Disciples (Église des Disciples), qui réunit un groupe de fidèles désireux d’appliquer la religion chrétienne aux problèmes sociaux de leur époque. L’une des particularités de cette église résidait dans la conviction de Clarke que l’ordination ne devait créer aucune distinction entre le ministre et les fidèles. Ceux-ci étaient également appelés à devenir les ministres d’une vie religieuse élevée. Il en fut le pasteur de 1841 à 1850, puis de nouveau de 1854 jusqu’à sa mort. Il fut également secrétaire de l’Association unitarienne et, de 1867 à 1871, professeur de religion naturelle et de doctrine chrétienne à l’université Harvard.
Clarke contribua par des essais à plusieurs publications : The Christian Examiner, The Christian Inquirer, The Christian Register, The Dial, Harper's, The Index et Atlantic Monthly. En plus de ses sermons, discours, recueils de cantiques et liturgies, il publia 28 livres et plus de 120 brochures au cours de sa vie.
Clarke dirigea également le Western Messenger, une revue destinée à transmettre aux lecteurs de la vallée du Mississippi des exposés simples de la religion libérale ainsi que les appels les plus radicaux de l’époque au devoir national et à l’abolition de l’esclavage. Les exemplaires de cette revue sont aujourd’hui recherchés par les collectionneurs, car ils contiennent les premiers poèmes publiés de Ralph Waldo Emerson, un ami personnel de Clarke et aussi un lointain cousin. Clarke devint membre du Transcendental Club aux côtés d’Emerson et d’autres penseurs.

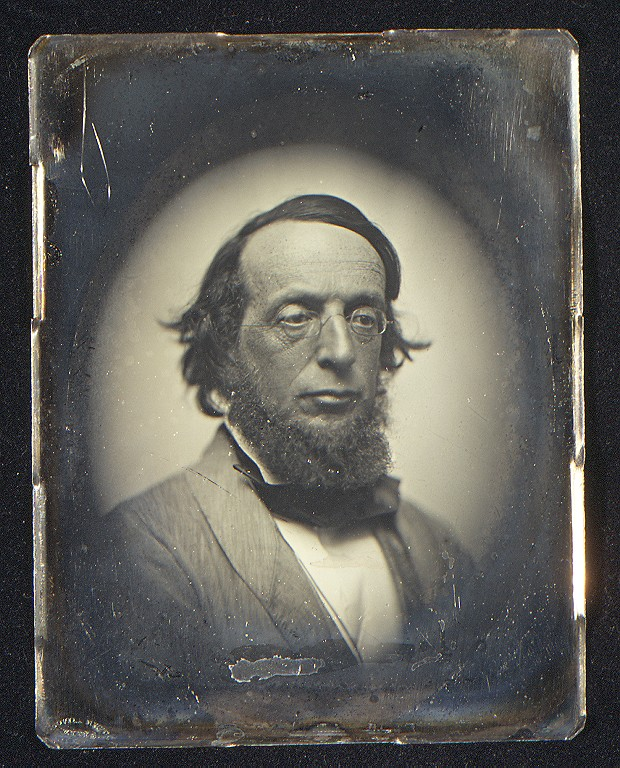
Clarke, vers 1850.

Pour le Western Messenger, Clarke sollicita des contributions écrites de Margaret Fuller. Il publia la première critique littéraire de Fuller — des analyses de biographies récentes de George Crabbe et Hannah More.
Elle devint ensuite la première critique littéraire à plein temps dans le journalisme, travaillant pour le New York Tribune de Horace Greeley. Après la mort de Fuller en 1850, Clarke collabora avec William Henry Channing et Emerson en tant que corédacteur des Memoirs of Margaret Fuller Ossoli, publiés en février 1852. Le trio censura ou remania de nombreuses lettres de Fuller, estimant que l’intérêt du public pour Fuller serait éphémère et qu’elle ne survivrait pas comme figure historique. Néanmoins, le livre fut un temps la biographie la plus vendue de la décennie, avec treize rééditions avant la fin du siècle.
En 1855, Clarke acheta l’ancien site de Brook Farm, dans l’intention d’y fonder une nouvelle communauté utopique. Ce projet ne vit jamais le jour, et le terrain fut finalement proposé au président Abraham Lincoln pendant la guerre de Sécession. Le deuxième régiment du Massachusetts l’utilisa comme camp d'entraînement, qu’ils nommèrent « Camp Andrew ».
En novembre 1861, Clarke se trouvait à Washington, D.C., en compagnie de Samuel Gridley Howe et Julia Ward Howe. Après avoir entendu le chant John Brown's Body, il suggéra à Mme Howe d’en écrire de nouvelles paroles ; il en résulta le célèbre Battle Hymn of the Republic.
Les habitants de Boston organisèrent une célébration publique de l’unification italienne le 23 février 1871, avec Edwin Percy Whipple comme orateur, et un poème de Clarke intitulé A Hymn for the Celebration of Italian Unity (Hymne pour la célébration de l’unité italienne), inspiré du Battle Hymn of the Republic. En 1874, il fut élu membre de l’American Philosophical Society.
Un portrait de Clarke, peint par Edwin Tryon Billings, est exposé à la Bibliothèque publique de Boston.

## Convictions
Clarke était un défenseur des droits humains. Ancien élève de la Boston Latin School, il siégea au comité de la Massachusetts Society for the University Education of Women, qui joua un rôle déterminant dans la création de la Girls Latin School en 1878. Modéré et pondéré dans sa vision de la vie, il était à la fois réformateur et conciliateur ; contrairement à son confrère Theodore Parker, il ne portait jamais de pistolet.
Clarke reconnaissait le droit de vote des femmes aux États-Unis. Dans une déclaration publiée à titre posthume, il avait écrit : « L'une des réformes les plus importantes proposées à notre époque est celle qui accordera le suffrage aux femmes. Ce n’est pas seulement une question politique, mais aussi une question sociale, morale et religieuse ».
Bien qu’il ait publié peu de poèmes, certains le considèrent comme un poète dans l’âme. Travailleur et érudit, il se fit connaître notamment par son ouvrage Ten Great Religions (Dix grandes religions, en deux volumes, 1871–1883). Une grande partie de ses premiers écrits répondait à la nécessité pressante d’établir une vision plus large de la religion que celle proposée par les adeptes encore influencés par le calvinisme. Il fut également l’un des premiers Américains à explorer et à écrire sur les religions orientales.

## Principaux écrits
- Steps of Belief: Or, Rational Christianity Maintained Against Atheism, Free Religion, and Romanism (1870)
- Ten Great Religions (1871)
- Common Sense in Religion (1874)
- Essentials and Non-Essentials in Religion: Six Lectures Delivered in the Music Hall, Boston (1878)
- Self-Culture: Physical, Intellectual, Moral, and Spiritual (1880)
- Memorial and Biographical Sketches (1880)
- Every-Day Religion (1886)
- Sermons on the Lord's Prayer (1888)
- Autobiography, Diary and Correspondence (1891)